# Benelux' Next Top Model (seconda edizione)
La seconda edizione di Benelux' Next Top Model è andata in onda dal 13 settembre al 13 novembre 2010 sui canali 2BE (Belgio) e RTL5 (Olanda), condotta nuovamente dalla ex modella Daphne Deckers; sebbene fossero stati annunciati i casting per un'eventuale terza stagione, lo show si è nuovamente diviso (nel 2011 è andata infatti in onda la quinta stagione di Holland's Next Top Model, a tre anni di distanza dalla precedente).
La finale si è nuovamente svolta dal vivo nella città di Haarlem, ma questa volta a contendersi il titolo sono state in 4 anziché 3; a trionfare, alla fine, è stata la diciottenne olandese Melissa Baas, che ha portato a casa un contratto con la "Elite Model Management" e uno come testimonial per la Max Factor.

## Concorrenti
(L'età si riferisce al tempo della messa in onda del programma)
| Nome                  | Età | Altezza | Provenienza | Posizione  |
| --------------------- | --- | ------- | ----------- | ---------- |
| Jacqueline Sorbie     | 22  |         | Anversa     | 12.        |
| Lisse Habraken        | 21  | 176 cm  | Mol         | 11.        |
| Daisy Koller          | 16  |         | Loenen      | 10.        |
| Lesley Van Helden     | 18  | 180 cm  | Dordrecht   | 9.         |
| Epiphany Vanderhaegen | 21  |         | Asse        | 8.         |
| Aïcha Cissé           | 23  | 176 cm  | Anversa     | 7.         |
| Frederieke Bonn       | 22  | 182 cm  | Boxtel      | 6.         |
| Jaelle Leclerc        | 21  | 180 cm  | Hoeilaart   | 5.         |
| Marjolein De Velder   | 20  | 175 cm  | Kobbegem    | 4.         |
| Alix Schoonheyt       | 16  | 175 cm  | Gheldria    | 3.         |
| Renée Trompert        | 21  | 178 cm  | Leeuwarden  | 2.         |
| Melissa Baas          | 18  | 180 cm  | IJsselstein | Vincitrice |

## Riassunti

### Ordine di eliminazione
| Order | Episodi    | Episodi    | Episodi    | Episodi    | Episodi    | Episodi    | Episodi    | Episodi   | Episodi   | Episodi | Episodi |  |
| Order | 1          | 2          | 3          | 4          | 5          | 6          | 7          | 8         | 10        | 10      | 10      |  |
| ----- | ---------- | ---------- | ---------- | ---------- | ---------- | ---------- | ---------- | --------- | --------- | ------- | ------- |  |
| 1     | Epiphany   | Aïcha      | Alix       | Aïcha      | Jaelle     | Melissa    | Marjolein  | Renée     | Alix      | Melissa | Melissa |  |
| 2     | Renée      | Renée      | Marjolein  | Frederieke | Alix       | Frederieke | Melissa    | Melissa   | Melissa   | Renée   | Renée   |  |
| 3     | Marjolein  | Daisy      | Melissa    | Marjolein  | Frederieke | Renée      | Jaelle     | Marjolein | Renée     | Alix    |         |  |
| 4     | Melissa    | Marjolein  | Renée      | Melissa    | Melissa    | Alix       | Renée      | Alix      | Marjolein |         |         |  |
| 5     | Aïcha      | Melissa    | Aïcha      | Renée      | Renée      | Jaelle     | Alix       | Jaelle    |           |         |         |  |
| 6     | Lisse      | Jaelle     | Epiphany   | Epiphany   | Aïcha      | Marjolein  | Frederieke |           |           |         |         |  |
| 7     | Jacqueline | Lesley     | Frederieke | Jaelle     | Marjolein  | Aïcha      |            |           |           |         |         |  |
| 8     | Frederieke | Frederieke | Lesley     | Alix       | Epiphany   |            |            |           |           |         |         |  |
| 9     | Daisy      | Alix       | Jaelle     | Lesley     |            |            |            |           |           |         |         |  |
| 10    | Jaelle     | Epiphany   | Daisy      |            |            |            |            |           |           |         |         |  |
| 11    | Alix       | Lisse      |            |            |            |            |            |           |           |         |         |  |
| 12    | Lesley     |            |            |            |            |            |            |           |           |         |         |  |

- Nel 6º episodio, le concorrenti in ballottaggio erano 3 anziché 2
- Il 9º episodio è il riassunto dei precedenti

     La concorrente è stata eliminata al di fuori della puntata in studio
     La concorrente è stata eliminata
     La concorrente ha vinto la competizione

### Servizi
- Episodio 1: Bodypainting per foto promozionali
- Episodio 2: Cerchi infuocati
- Episodio 3: Scatti per "Oil of Olaz"
- Episodio 4: Alta moda in un mattatoio
- Episodio 5: Bodypainting dorato e occhiali da sole
- Episodio 6: Scatti in bikini
- Episodio 7: In posa sott'acqua
- Episodio 8: Sponsorizzazione profumo Bruno Banani

### Giudici
- Daphne Deckers
- Geert De Wolf
- Bastiaan Van Schaik
- Mariana Verkerk
- Jani Kazaltzis